# Olympische Sommerspiele 1948/Rudern – Vierer ohne Steuermann
Die Ruderregatta im Vierer ohne Steuermann der Männer bei den Olympischen Sommerspielen 1948 in London wurde vom 5. bis 9. August auf der Themse ausgetragen.

## Ergebnisse

### Viertelfinale
5. August 1948

#### Viertelfinale 1
| Rang | Nation                | Athleten                                                        | Zeit       | Qualifikation |
| ---- | --------------------- | --------------------------------------------------------------- | ---------- | ------------- |
| 1    | Italien               | Franco Faggi Giovanni Invernizzi Elio Morille Giuseppe Moioli   | 6:34,8 min | Halbfinale    |
| 2    | Dänemark              | Ib Storm Larsen Helge Muxoll Schrøder Aksel Bonde Helge Halkjær | 6:40,5 min | Hoffnungslauf |
| 4    | Südafrikanische Union | Claude Kietzman Desmond Mayberry Austin Ikin Edgar Ramsay       | 6:58,6 min | Hoffnungslauf |

#### Viertelfinale 2
| Rang | Nation             | Athleten                                                       | Zeit       | Qualifikation |
| ---- | ------------------ | -------------------------------------------------------------- | ---------- | ------------- |
| 1    | Vereinigte Staaten | Robert Perew Gregory Gates Stuart Griffing Frederick Kingsbury | 6:43,8 min | Halbfinale    |
| 2    | Argentinien        | Óscar Almirón Óscar Zolezzi Alberto Madero Julio Curatella     | 6:51,0 min | Hoffnungslauf |
| 3    | Ungarn             | József Sátori Tibor Nádas Lajos Nagy Miklós Zágon              | 7:36,7 min | Hoffnungslauf |

#### Viertelfinale 3
| Rang | Nation           | Athleten                                                  | Zeit       | Qualifikation |
| ---- | ---------------- | --------------------------------------------------------- | ---------- | ------------- |
| 1    | Großbritannien   | Tony Butcher Tom Christie Hank Rushmere Peter Kirkpatrick | 6:37,0 min | Halbfinale    |
| 2    | Tschechoslowakei | Karel Vaněk Josef Schejbal Josef Kalaš Václav Roubík      | 6:44,9 min | Hoffnungslauf |

#### Viertelfinale 4
| Rang | Nation      | Athleten                                                     | Zeit       | Qualifikation |
| ---- | ----------- | ------------------------------------------------------------ | ---------- | ------------- |
| 1    | Niederlande | Han van den Berg Han Dekker Sietze Haarsma Hein van Suylekom | 6:47,1 min | Halbfinale    |
| 2    | Jugoslawien | Klement Alujević Mate Mojtić Ivo Lipanović Petar Ozretić     | 6:57,1 min | Hoffnungslauf |

### Hoffnungslauf
6. August 1948

#### Lauf 1
| Rang | Nation                | Athleten                                                   | Zeit       | Qualifikation |
| ---- | --------------------- | ---------------------------------------------------------- | ---------- | ------------- |
| 1    | Südafrikanische Union | Claude Kietzman Desmond Mayberry Austin Ikin Edgar Ramsay  | 6:49,7 min | Halbfinale    |
| 2    | Argentinien           | Óscar Almirón Óscar Zolezzi Alberto Madero Julio Curatella | 6:50,9 min |               |
| 3    | Jugoslawien           | Klement Alujević Mate Mojtić Ivo Lipanović Petar Ozretić   | 6:59,4 min |               |

#### Lauf 2
| Rang | Nation           | Athleten                                                        | Zeit       | Qualifikation |
| ---- | ---------------- | --------------------------------------------------------------- | ---------- | ------------- |
| 1    | Dänemark         | Ib Storm Larsen Helge Muxoll Schrøder Aksel Bonde Helge Halkjær | 6:35,1 min | Halbfinale    |
| 2    | Tschechoslowakei | Karel Vaněk Josef Schejbal Josef Kalaš Václav Roubík            | 6:41,7 min |               |

### Halbfinale
7. August 1948

#### Lauf 1
| Rang | Nation      | Athleten                                                      | Zeit       | Qualifikation |
| ---- | ----------- | ------------------------------------------------------------- | ---------- | ------------- |
| 1    | Italien     | Franco Faggi Giovanni Invernizzi Elio Morille Giuseppe Moioli | 7:15,0 min | Finale        |
| 2    | Niederlande | Han van den Berg Han Dekker Sietze Haarsma Hein van Suylekom  | 7:32,0 min |               |

#### Lauf 2
| Rang | Nation         | Athleten                                                        | Zeit       | Qualifikation |
| ---- | -------------- | --------------------------------------------------------------- | ---------- | ------------- |
| 1    | Dänemark       | Ib Storm Larsen Helge Muxoll Schrøder Aksel Bonde Helge Halkjær | 7:13,8 min | Finale        |
| 2    | Großbritannien | Tony Butcher Tom Christie Hank Rushmere Peter Kirkpatrick       | 7:16,3 min |               |

#### Lauf 3
| Rang | Nation                | Athleten                                                       | Zeit       | Qualifikation |
| ---- | --------------------- | -------------------------------------------------------------- | ---------- | ------------- |
| 1    | Vereinigte Staaten    | Robert Perew Gregory Gates Stuart Griffing Frederick Kingsbury | 7:42,2 min | Finale        |
| 2    | Südafrikanische Union | Claude Kietzman Desmond Mayberry Austin Ikin Edgar Ramsay      | 7:57,2 min |               |

### Finale
9. August 1948
| Rang | Nation             | Athleten                                                        | Zeit       |
| ---- | ------------------ | --------------------------------------------------------------- | ---------- |
| 1    | Italien            | Franco Faggi Giovanni Invernizzi Elio Morille Giuseppe Moioli   | 6:39,0 min |
| 2    | Dänemark           | Ib Storm Larsen Helge Muxoll Schrøder Aksel Bonde Helge Halkjær | 6:43,5 min |
| 3    | Vereinigte Staaten | Robert Perew Gregory Gates Stuart Griffing Frederick Kingsbury  | 6:47,7 min |